# أوتو لودفيغ بيكمان
أوتو لودفيغ بيكمان (بالسويدية: Otto Ludvig Beckman)‏ هو ضابط سويدي، ولد في 29 أبريل 1856 في ستوكهولم في السويد، وتوفي بنفس المكان في 27 يونيو 1909.